# Коленопреклонение в Варшаве

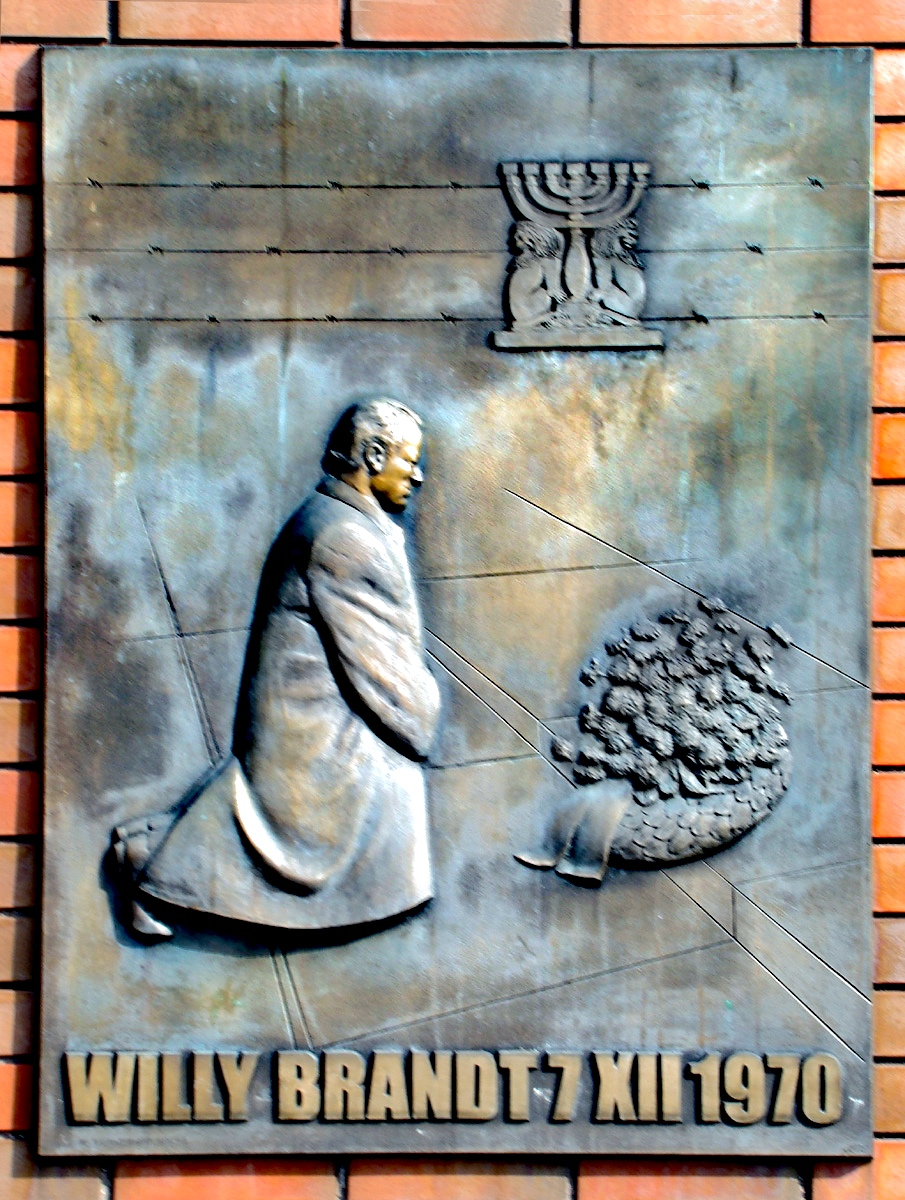
Именная дощечка в Варшаве в память о действии Брандта

Коленопреклонение в Варшаве (нем. Kniefall von Warschau, Warschauer Kniefall) — жест покаяния со стороны канцлера Западной Германии Вилли Брандта по отношению к жертвам восстания в Варшавском гетто.

## Инцидент
Инцидент произошёл 7 декабря 1970 года во время визита Брандта в коммунистическую Польскую Народную Республику при посещении памятника жертвам неудачного восстания в Варшавском гетто нацистской эпохи. После возложения венка Брандт, очень неожиданно и спонтанно, опустился на колени. Он молчаливо пребывал некоторое время в этом положении, окружённый большой группой должностных лиц и фотографов.
Брандт активно противостоял раннему нацистскому режиму и большую часть правления Гитлера провёл в изгнании. Причиной визита Брандта в Польшу являлось подписание Варшавского договора между Западной Германией и Польской Народной Республикой, гарантировавшего принятие Германией новых границ Польши. Договор был одним из инициированных Брандтом шагов в рамках его восточной политики (нем. Ostpolitik), направленной на снижение напряжённости между Западом и Востоком во время холодной войны.
Брандта неоднократно спрашивали о коленопреклонении и его мотивах. Он позднее заметил, что:

«Под бременем новейшей истории я сделал то, что делают люди, когда им не хватает слов. Таким образом я почтил миллионы жертв».
Оригинальный текст (нем.)"Unter der Last der jüngsten Geschichte tat ich, was Menschen tun, wenn die Worte versagen. So gedachte ich Millionen Ermordeter."

## Реакция

### В Германии

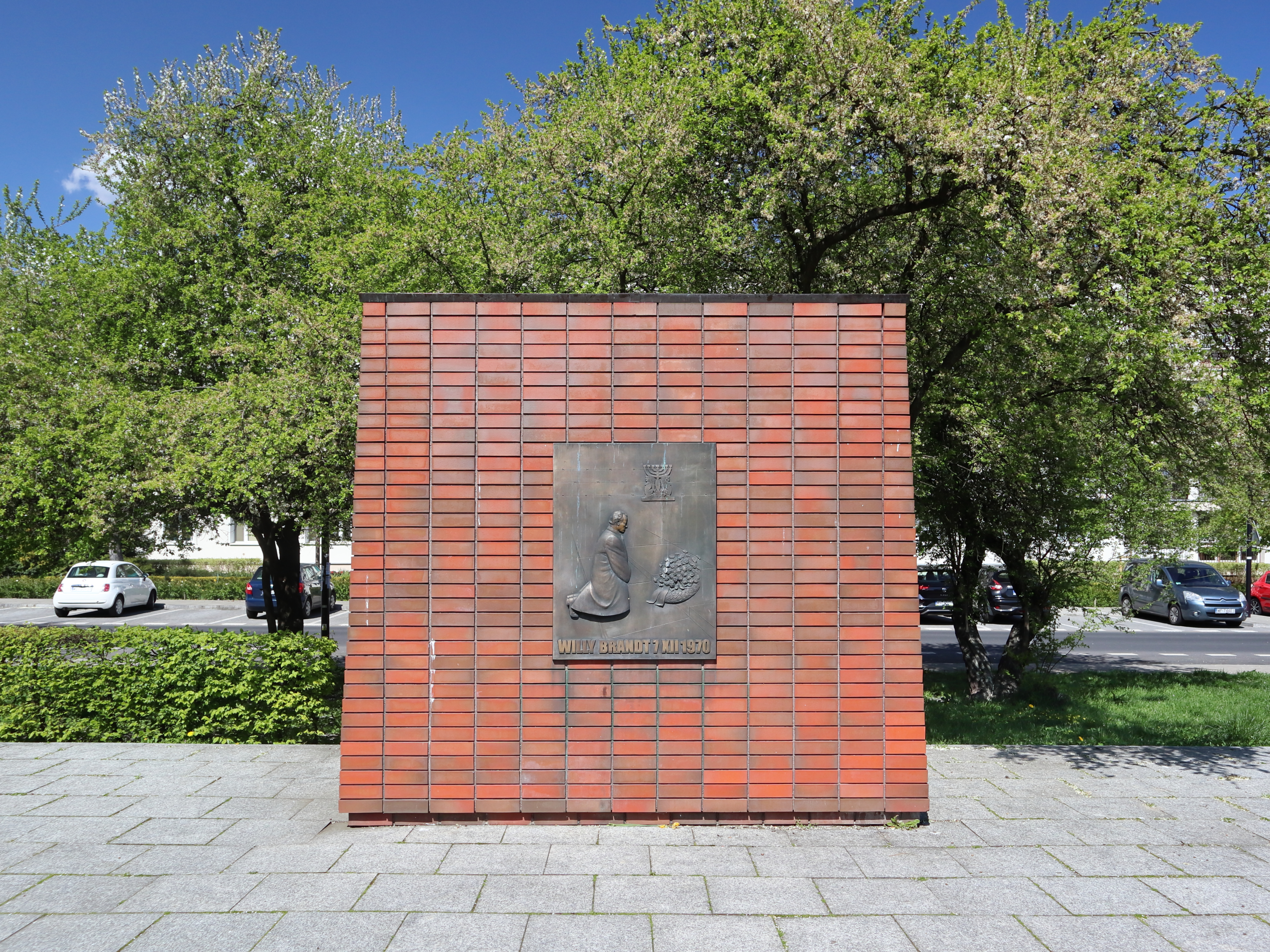
Памятник Вилли Брандту в сквере Вилли Брандта в Варшаве

В тот же день Брандт подписал Варшавский договор, который признавал границу по Одеру — Нейсе границей Германии с Польшей. Оба действия явились причиной полемики внутри Германии, как и вся восточная политика в целом, получив лишь небольшой перевес поддержки в общественном мнении. Против действий Брандта выступали и в его собственной партии, в которой значительное количество избирателей среди бывших депортированных перешло в консервативные партии (например, Герберт Гупка).
Согласно тогдашнему опросу Der Spiegel, 48 % западных немцев считали, что коленопреклонение было чрезмерным, 41 % считал, что оно было уместным и 11 % не имели мнения по вопросу. Коленопреклонение было символическим действием, которое оппозиция пыталась использовать против Брандта, например, во время конструктивного вотума недоверия в апреле 1972 года, который не завершился успехом только благодаря двум голосам «против». «Willy-Wahl», уверенная победа Брандта на последующих выборах, также была основана на общегерманской точке зрения, что восточная политика Брандта, символизированная коленопреклонением, а также его реформистская внутренняя политика, помогали Германии укрепить международную репутацию и потому поддержаны. Благодаря этому СДПГ получила на парламентских выборах в 1972 году свои лучшие результаты за всё время.

### Международная реакция

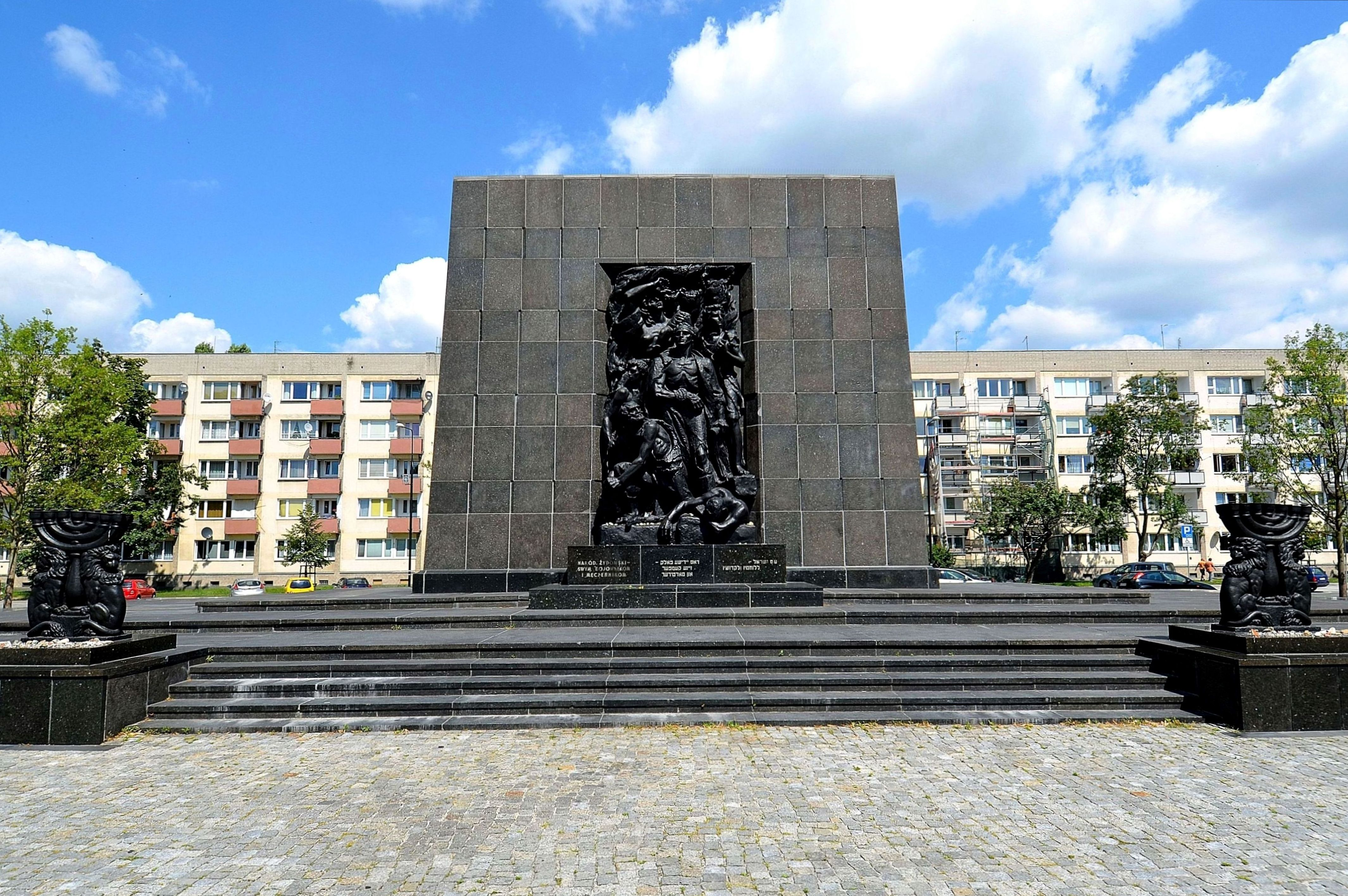
Варшавский памятник Героям гетто.

Хотя в то время его жест был встречен с настороженностью, он являлся небольшим, но необходимым шагом в наведении мостов между Германией и советским блоком. Брандт приобрёл этим шагом большую известность; считается, что он является одной из причин, по которым Брандт получил Нобелевскую премию мира в 1971 году.
Памятник Вилли Брандту был открыт 6 декабря 2000 года в сквере Вилли Брандта в Варшаве (недалеко от памятника Героям гетто) в тридцатую годовщину его жеста.